# Labuntsovite-Mg
La labuntsovite-Mg è un minerale appartenente al gruppo della labuntsovite.